# Навид
Навид (перс. نوید‎, буквально Радостная весть, полное наименование Навид-е Эльм-о Санат, перс. نوید علم و صنعت‎ — Предвестник науки и техники) — 3-й иранский искусственный спутник Земли. Был разработан Иранским университетом науки и технологий для Иранского космического агентства. Был выведен на орбиту новой модификацией РН «Сафир», с увеличенной на 20 % тягой двигателей второй ступени. Запуск состоялся в 00:04 UTC 3 февраля 2012 года.